# Echimyini
Echimyini – plemię ssaków z podrodziny kolczaków (Echimyinae) w obrębie rodziny kolczakowatych (Echimyidae).

## Zasięg występowania
Plemię obejmuje gatunki występujące w Ameryce Południowej.

## Podział systematyczny
Do plemienia należą następujące występujące współcześnie rodzaje:
- Isothrix J.A. Wagner, 1845 – toro
- Lonchothrix O. Thomas, 1920 – ostrokolczak – jedynym przedstawicielem jest Lonchothrix emiliae O. Thomas, 1920 – ostrokolczak nadrzewny
- Mesomys J.A. Wagner, 1845 – jeżokolczak
- Kannabateomys Jentink, 1891 – trzcinokolczak – jedynym przedstawicielem jest Kannabateomys amblyonyx (J.A. Wagner, 1845) – trzcinokolczak atlantycki
- Dactylomys I. Geoffroy Saint-Hilaire, 1838 – palczatek
- Olallamys L.H. Emmons, 1988 – miękkokolec
- Diplomys O. Thomas, 1916 – szybownik
- Santamartamys L.H. Emmons, 2005 – szybowniczek – jedynym przedstawicielem jest Santamartamys rufodorsalis (J.A. Allen, 1899) – szybowniczek rudogrzbiety
- Pattonomys L.H. Emmons, 2005 – kolczanik
- Leiuromys L.H. Emmons & P.-H. Fabre, 2018 – jedynym przedstawicielem jest Leiuromys occasius O. Thomas, 1921 – kolczanik nagoogonowy
- Toromys Iack-Ximenes, de Vivo & Percequillo, 2005 – gigamakalata
- Makalata Husson, 1978 – makalata
- Echimys G. Cuvier, 1809 – kolczak
- Phyllomys Lund, 1839 – liścioszczur

Opisano również rodzaj wymarły:
- Maruchito Vucetich, Mazzoni & Pardiñas, 1993[27] – jedynym przedstawicielem był Maruchito trilofodonte Vucetich, Mazzoni & Pardiñas, 1993
- Paralonchothrix Piñero, Olivares, Verzi & Contreras, 2021[28] – jedynym przedstawicielem był Paralonchothrix ponderosa (Rovereto, 1914)